# NGC 7217
NGC 7217 là tên của một thiên hà xoắn ốc không có thanh chắn nằm trong chòm sao Phi Mã.

## Nét đặc biệt
NGC 7217 là thiên hà có rất ít lượng chất khí, điều này khiến các nhà nghiên cứu đưa ra kết luận rằng thiên hà có vài cấu trúc đai, các cấu trúc này đều lấy nhân thiên hà làm tâm. Có ba cấu trúc đai chính, cái ngoài cùng là cái nổi trội nhất với nhiều chất khí tích tụ ở đó và cũng như là sự hình thành sao mới. Còn cấu trúc đai trong cùng thì chỉ được phát hiện khi sử dụng kính viễn vọng Hubble. Cấu trúc đai này cho thấy vùng trung tâm thiên hà đã trải qua giai đoạn hình thành sao với tỉ lệ cao. Bên cạnh đó, thiên hà này còn có một điểm phình rất lớn với khối lượng rất cao phát triển rộng ra khỏi đĩa thiên hà của nó.
Điểm đáng chú ý của thiên hà này là có rất nhiều những ngôi sao quay quanh lõi của nó, các ngôi sao được chia làm hai nhóm. Một nhóm sao có độ tuổi trung bình thì nằm ở cấu trúc đai trong cùng. Nhóm còn lại thì là những ngôi sao nằm ở cấu trúc đai ngoài cùng, có tuổi nhỏ và độ kim loại thấp hơn.
Những nét đặc biệt trên được cho là do sự hợp thành với thiên hà khác và thực tế là các tính toán cho thấy rằng NGC 7217 trước đây có thể là một thiên hà hình hạt đậu có kích thước lớn đã hợp nhất với 2 thiên hà nhỏ hơn có nhiều chất khí. Hiện tại, thiên hà này dường như là một thiên hà đơn độc, bởi vì nó không hề có bất kì một thiên hà lân cận nào.

## Dữ liệu hiện tại
Theo như quan sát, đây là thiên hà nằm trong chòm sao Phi Mã và dưới đây là một số dữ liệu khác:
Xích kinh 22h 07m 52.4s
Độ nghiêng +31° 21′ 33″
Giá trị dịch chuyển đỏ 952 ± 2 km/s
Cấp sao biểu kiến 11.0
Kích thước biểu kiến 3′.9 × 3′.2
Loại thiên hà (R)SA(r)ab